# Franklin Winfield Woolworth
Franklin Winfield Woolworth (Rodman, Nueva York; 13 de abril de 1852-Glen Cove, 8 de abril de 1919) fue un comerciante estadounidense.
Siendo hijo de un agricultor, Woolworth aspiró a ser comerciante y en 1873, comenzó a trabajar en una tienda de tejidos en Watertown, Nueva York. Durante los primeros tres meses, trabajó gratis ya que el dueño le dijo: “Por qué debo pagarle si le enseñaré sobre el negocio”. Trabajó allí por seis años y vio que los artículos de sobra se colocaban en una mesa a un precio de cinco centavos cada uno.
A Woolworth le gustó la idea y con 300 dólares prestados fundó la F. W. Woolworth Company que ponía la mercancía a cinco y diez centavos. Promovió las prácticas, ahora comunes, de comprar la mercancía directamente a los fabricantes y fijar precios de los artículos.
Su primera tienda fue establecida, en Utica, Nueva York el 22 de febrero de 1879 pero fracasó al cabo de unas semanas. Al abrir la segunda tienda, establecida en Lancaster, Pensilvania en abril de 1879, amplió el concepto e incluyó mercancía a diez centavos. Esta fue un éxito, y Woolworth y su hermano, Carlos Sumner Woolworth, abrieron numerosas tiendas de "cinco y diez centavos”.
En 1911, el F. W. Woolworth Company fue unificado, uniendo 586 almacenes fundados por los hermanos Woolworth y otros. En 1913, Woolworth construyó el Edificio Woolworth en Nueva York a un costo de 13.5 millones $. Siendo el edificio más alto del mundo en ese entonces con una altura de 792 pies, o 241.4 metros.
La riqueza de Woolworth también financió la construcción de su mansión, en Nueva York en 1916. Para el cuidado del jardín se requería a más 70 jardineros a tiempo completo y para la mansión de 56 habitaciones a docenas de criados solo para el mantenimiento básico.
La decoración de la casa reflejó las fascinaciones de Woolworth con la egiptología, Napoleón y el espiritualismo. La gran escalera de mármol rosado le costó 2 millones.
Casado con Jennie Creighton y con tres hijas Helena, Edna y Jessie y varios nietos, su nieta Barbara ganaría mucha publicidad por su forma de vida, malgastando más de 50 millones $.
Cuando, su compañía poseyó más de 1000 almacenes en los Estados Unidos y en otros países era ya una corporación de 65 millones $.
Woolworth murió el 8 de abril de 1919, cinco días antes de su cumpleaños número 67.
Antes de 1997, la cadena original que él fundó había sido reducida a 400 almacenes, y otras divisiones de la compañía comenzaron a ser más provechosas que la cadena original. La cadena original salió del negocio el 17 de julio de 1997, como la firma comenzó su transición en el Foot Locker, Inc.
En el Reino Unido continúa el funcionamiento (no obstante bajo propiedad separada desde 1982) después de que la operación de los EE. UU. cesara bajo el nombre de Woolworth y ahora sigue como Woolworths. Finales del 2008, Woolworth Reino Unido cerró definitivamente sus tiendas, resultado de la crisis mundial del 2008. En Australia, la marca sigue vigente, bajo el control de Woolworths Limited, el cual cuenta con supermercados y tiendas de descuento.